# Beloglav
Beloglav (ital. Belpoggio) je obmejni zaselek v Italiji, 1,2 km severno od vasi Plavje in 1,3 km vzhodno-severovzhodno od naselja Elerji. Upravno spada pod občino Milje (Muggia).